# Йоун Гудмундссон
Йоун Гудмундссон (исл. Jón Guðmundsson; 1904 — 1980) — исландский шахматист.

## Биография
В 1930-е годы считался одним из перспективных молодых шахматистов Исландии Трижды побеждал в чемпионатах Исландии (1932, 1936, 1937 гг.).
В составе сборной Исландии участвовал в трех шахматных олимпиадах (1930, 1937, 1939 гг.). В 1939 году на шахматной олимпиаде в Буэнос-Айресе завоевал индивидуальную золотую медаль за победу на третьей доске в финале Б, показав стопроцентный результат — 10 очков из 10 возможных. В последующие годы редко участвовал в шахматных турнирах.

## Спортивные результаты
| Год  | Город        | Соревнование                                 | +  | − | = | Результат | Место |
| ---- | ------------ | -------------------------------------------- | -- | - | - | --------- | ----- |
| 1930 | Гамбург      | III олимпиада (сборная Исландии, 4-я доска)  | 3  | 8 | 4 | 5 из 17   |       |
| 1932 |              | Чемпионат Исландии                           |    |   |   |           | 1     |
| 1936 |              | Чемпионат Исландии                           |    |   |   |           | 1     |
| 1937 | Стокгольм    | VII Олимпиада (сборная Исландии, 2-я доска)  |    |   |   | [ 2 ]     |       |
|      |              | Чемпионат Исландии                           |    |   |   |           | 1     |
| 1939 | Буэнос-Айрес | VIII Олимпиада (сборная Исландии, 3-я доска) | 11 | 3 | 0 | 11 из 14  | [ 3 ] |